# Santuario de la Virgen de la Hoz
El santuario de la Virgen de la Hoz se encuentra en la localidad de Ventosa, Guadalajara, España). Se sitúa en el barranco de la Hoz, al orillas del río Gallo, dentro del parque natural del Alto Tajo.
Según la leyenda popular, un pastor de Ventosa,encontró en este entorno una imagen de la Virgen. En ese paraje se construyó la ermita posteriormente.

## Descripción

### Planta
|  | 1. Pórtico sur; acceso al templo. 2. Nave. 3. Presbiterio, Ábside. 4. Camarín. 5. Espadaña. 6. Capilla de San Blas. 7. Gruta de la aparición. 8. Capilla de San Antonio. 9. Coro elevado. 10. Capilla de la reconciliación. 11. Pórtico suroeste. 12. Marcas de cantero. |

Su planta es rectangular, estilo románico del siglo XIII, de una sola nave (2) de cuatro tramos rematada por ábside (3) de cabecera plana y sobre el una espadaña (5) de vano único. La bóveda, de cañón apuntado en sillería, está soportada por seis contrafuertes.

Fue realizada con sillar de buena calidad bien tallado y asentado.
El acceso al templo se efectúa por el pórtico Sur (1), de arco de medio punto abocinado y adovelado, con arquivoltas sobre capiteles y columnas. Justo enfrente, se encuentra el acceso a la Gruta de la aparición (7).
El paso al presbiterio (3) se efectúa mediante arco apuntado apoyado en columnas adosadas mediante capiteles con decoración sencilla.
En el interior del templo, a la derecha e izquierda del pórtico, se encuentran las capillas de San Blas (6) y San Antonio (8).
Detrás del Altar Mayor, en el camarín de la Virgen (4), se conservan diversas reliquias.
Al pie del templo, se sitúan el coro (9) elevado y la Capilla de la Reconciliación (10), a la que también se puede acceder por la puerta (11) situada en el suroeste de la fachada sur.

### Marcas de cantero
Se han identificado 4 signos situados en el exterior del templo:

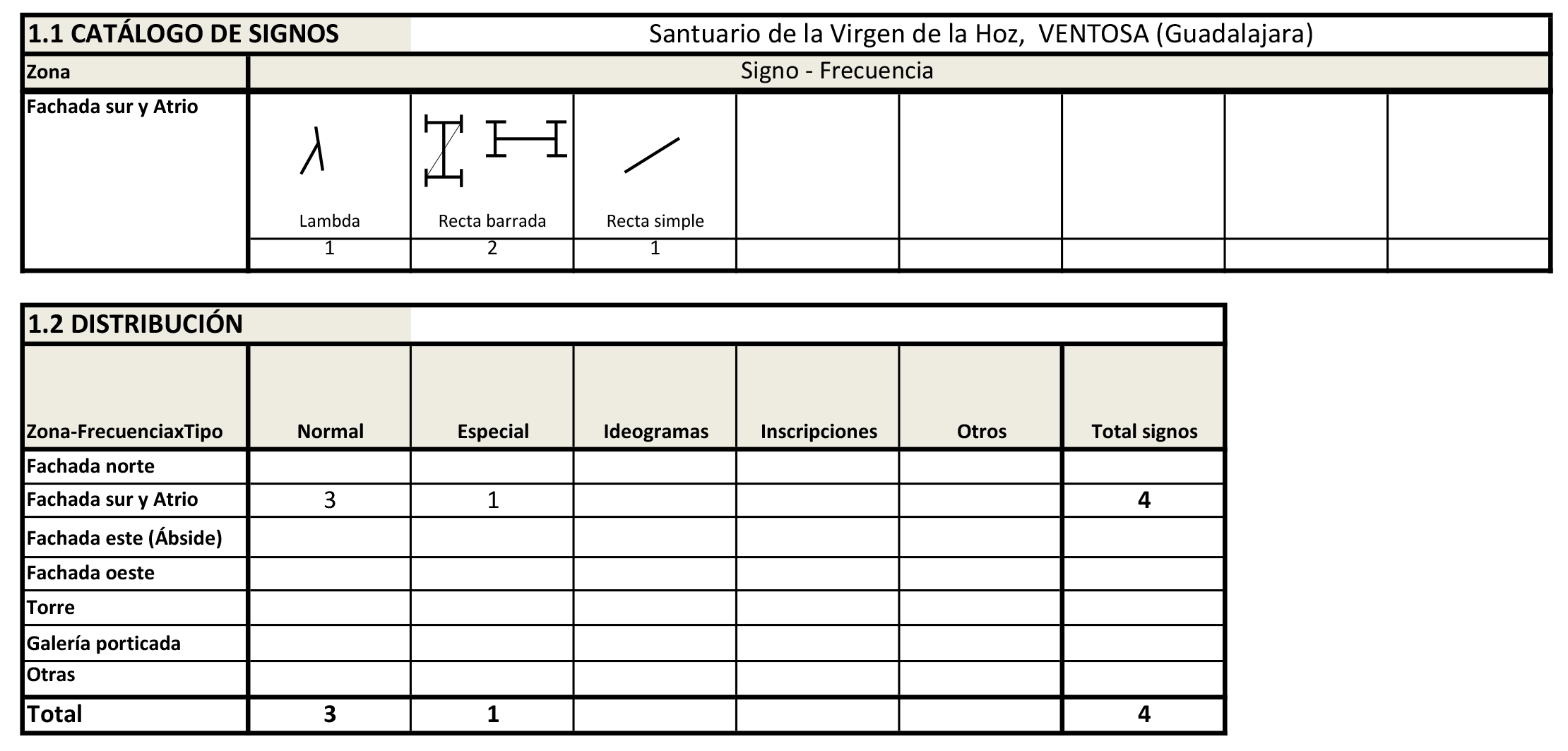
Catálogo de signos lapidarios del templo. Ver Planta.

### El santuario de la Virgen de la Hoz en la literatura
- El santuario y los parajes que lo rodean están escritos en "Molina, Corduente, Ventosa, el santuario de la Virgen de la Hoz", del poeta ganador del Premio Cervantes, Cela, Buero Vallejo 2016, de la Junta de Comunidades de Castilla-La Mancha, Juan Pablo Mañueco.